# Brinnon
Brinnon is een plaats (census-designated place) in de Amerikaanse staat Washington, en valt bestuurlijk gezien onder Jefferson County.

## Demografie
Bij de volkstelling in 2000 werd het aantal inwoners vastgesteld op 803.

## Geografie
Volgens het United States Census Bureau beslaat de plaats een oppervlakte van
26,1 km², waarvan 25,6 km² land en 0,5 km² water. Brinnon ligt op ongeveer 7 m boven zeeniveau.

## Plaatsen in de nabije omgeving
De onderstaande figuur toont nabijgelegen plaatsen in een straal van 24 km rond Brinnon.